# Níkos Papázoglou
Níkos (Níkolaos) Papázoglou (Grieks: Νίκος Παπάζογλου) (Thessaloniki, 20 maart 1948 – aldaar, 17 april 2011) was een Grieks zanger en componist. Zijn liederen – deels zelf geschreven, maar ook van andere componisten en tekstschrijvers, onder meer Manolis Rasoulis (Μανώλης Ρασούλης) en Nikos Xydakis (Νίκος Ξυδάκης) – behoren tot de bekendste in zijn land. Sinds de jaren 80 maakte Papázoglou zes lp's en cd's en werkte hij mee aan vele projecten van andere muzikanten.
Zijn muzikale ontwikkeling begon in de jaren 60 in verschillende groepen uit Thessaloniki, eerst met vooral Amerikaans klinkend repertoire -als protest tegen het kolonelsregime dat geen ' hippiemuziek ' kon waarderen-, tot hij in de jaren 70 met zijn band Zilotis (Ζηλωτής / de Zeloten) in de stijl van Aphrodite's Child op meerdere festivals optrad, onder meer in Duitsland. In 1972 heeft hij gepoogd om vanuit Aken internationaal door te breken.
Vanaf 1976 werkte hij samen met de Griekse songwriter Dionysis Savvopoulos (Διονύσης Σαββόπουλος), eerst aan de liederencyclus en stage acts, Acharnëers (Άχαρνεις), naar het stuk van de Oudgriekse blijspeldichter Aristophanes (Άριστοφάνης). In 1977 opende hij in Thessaloniki zijn eigen opnamestudio, waar hij niet enkel eigen werk, maar ook platen van en met anderen opnam. In 1978 volgde Ekdikisi Tis Gyftias (Εκδίκηση της γυφτιάς / Wraak van de zigeuners), dat lovende kritieken oogstte. Papázoglou en Rasoulis werkten het jaar daarna aan een volgend succes, Ta Dithen (Τα δήθεν / De zogenoemde).
Vanaf 1984 organiseerde de zanger zijn eigen tournees. Met zijn band genaamd Loxi falanga (Λοξή φάλαγγα / Scheve falanx) trad hij op in afgelegen Griekse bergdorpjes en op kleine eilanden, waardoor hij al snel populair werd bij een breed publiek. Zijn bekendheid deinde ook uit naar West-Europa en Noord-Amerika. Bij optredens droeg hij altijd een rood sjaaltje, zijn handelsmerk, en hanteerde een baglama. Hij staat algemeen bekend als een self-made muzikant met een heel eigen stijl, die alles zo veel mogelijk zelf in handen hield.
Qua stijl ging in Papázoglou's muziek steeds meer de nadruk liggen op traditionele Griekse en Klein-Aziatische muziek -zijn moeders familie is tijdens de catastrofe van 1923 verbannen uit het huidige Turkije- met eigentijdse pop- en rock-invloeden. Tijdens optredens is vaak een 'westerse' bezetting te horen: slagwerk, elektrische gitaar en bas, met bouzouki en baglama.
Vele songs zijn volledig akoestisch opgenomen. Zijn liedteksten zijn zeer poëtisch, vol metaforen en daardoor niet zo toegankelijk, maar ze zijn wijd bekend en worden steeds volop door het publiek meegezongen. Zijn bekendste liederen zijn Κανείς εδώ δεν τραγουδά (Kanis edou den tragouda / Hier is niemand die zingt), Αχ Ελλάδα (Ach Ellada / Ach Griekenland), Αύγουστος (Avgoustos / Augustus), Οι μάγκες δεν υπάρχουν πια (Oi Manges Den Yparchoun Pia / Die Manges zijn er niet meer), Υδροχόος (Hydrochoos / Waterman) en Πότε Βούδας πότε Κούδας (Pote Voudas Pote Koudas / Soms Boeddha, dan weer Koudas).
Papázoglou overleed, net 63 geworden, in zijn geliefde woonplaats Thessaloniki na een lange periode van strijd tegen kanker.

## Discografie
- Η εκδίκηση της γυφτιάς (I ekdikisi tis gyftias / De wraak van de Zigeuners, 1978)
- Τα δήθεν (Ta dithen / De Zogenoemde, 1979)
- Χαράτσι (Charatsi / Lasten, 1984)
- Μέσω Νεφών (Meso nefon / Door de Wolken, 1986)
- Σύνεργα (Synerga / Werktuigen, 1990)
- Επιτόπιος ηχογράφησις στο θέατρο του Λυκαβηττού (Epitopios ichografisis sto Theatro tou Lykavittou / Lokale Opnamen in het Lykavittos-Theater, 1991)
- Όταν κινδυνεύεις παίξε την πουρούδα (Otan kindynevis pexe ti pourouda / Als je in Gevaar bent, bezig dan de Hoop, 1995)
- Μά'ισσα Σελήνη (Ma'issa Selini / Maan, de Heks, 2005)
- Ήμουν κι εγώ εκεί (Imoun ke 'go eki / Ik was ook daar, 2009)

- Gemeinsame Normdatei: 134902505
- International Standard Name Identifier: 0000 0000 5623 4747
- MusicBrainz: cc9d3938-48e2-4ea5-a29f-cc1197323df6
- Virtual International Authority File: 79845820
- WorldCat: E39PBJyCKJrxhF9pWGgXcGGbVC